# Ahmad Al Salih
Ahmad Al Salih (arab أحمد الصالح; ur. 20 maja 1990 w Damaszku) – syryjski piłkarz, grający na pozycji obrońcy.

## Kariera klubowa
Ahmad Al Salih rozpoczął swoją zawodową karierę w 2008 roku w klubie Al-Jaish Damaszek. Następnie grał w takich klubach jak: Al-Shorta Damaszek, Al-Arabi Kuwejt, Al-Shorta Bagdad, Al-Muharraq, ponownie Al-Arabi Kuwejt, Henan Jianye, ponownie Al-Jaish, Al-Ahed, ponownie Al-Arabi Kuwejt i Al-Wahda Damaszek. W 2022 roku powrócił do Al-Jaish.

## Kariera reprezentacyjna
W 2011 został powołany na Puchar Azji 2011, a w 2019 na Puchar Azji 2019. Był kapitanem reprezentacji Syrii.
W 2023 roku Syryjska Federacja Piłkarska ukarała Al Saliha dożywotnim wyrzuceniem go ze struktur związku, co wiąże się z tym że nie będzie on mógł już pracować w lidze syryjskiej zarówno w klubie, reprezentacji jak i jako trener. Miało to związek z jego zachowaniem na meczu z Al-Wathba, w którym najpierw brutalnie sfaulował przeciwnika, a po otrzymaniu czerwonej kartki pobił, opluł i zwyzywał sędziego.